# CAT UAV Furos
El Furos es un UAV de tamaño medio, utilizado para fotografía aérea, retransmisiones deportivas, control de subvenciones agrícolas, visualización de incendios y apoyo a las unidades de emergencia en el caso de catástrofes, todo ello en modo manual o automático.

## Especificaciones técnicas
Referencia datos: 

### Características generales
- Tripulación: 2 (un piloto y un operador de equipos)
- Longitud: 1,75 m
- Envergadura: 2,28 m
- Altura: 0,75 m
- Superficie alar: 0,68 m²
- Perfil alar: NACA 4415
- Peso vacío: 15,9 kg
- Peso útil: 5 kg (electrónica y combustible)
- Peso máximo al despegue: 11 kg
- Planta motriz: 1× Gasoil Zenoah G260PU 25,4 cc.
- Hélices: 1× Zinger 16x6 o 16x8 por motor.

### Rendimiento
- Velocidad máxima operativa (Vno):  145 km/h
- Velocidad crucero (Vc): 70 km/h
- Alcance: 20  km
- Alcance en combate: 6  h

### Listas relacionadas
- Anexo:Vehículos aéreos no tripulados